# Mad Bills to Pay (or Destiny, dile que no soy malo)
Mad Bills to Pay (or Destiny, dile que no soy malo) ist ein Drama und das Spielfilmdebüt von Joel Alfonso Vargas, das seinen Kurzfilm May It Go Beautifully for You, Rico fortsetzt. Der Film feierte Ende Januar 2025 beim Sundance Film Festival seine Premiere. Im Februar 2025 wurde er bei den Filmfestspielen in Berlin erstmals in Deutschland gezeigt.

## Handlung
Rico verbringt seinen Sommer am liebsten am Orchard Beach in der Bronx. Dort verdient der 19-Jährige sein Geld mit dem Verkauf von „Nutrackers“, selbst gemixten, illegalen alkoholischen Cocktails mit klingenden Namen wie „Kirby Punch“ und „Lemonhead Pikachu“, die er in einer Kühlbox mit sich herumträgt. Seine Mutter Andrea und seine Schwester Sally halten Rico beide für einen Nichtsnutz und scheuen sich nicht, ihm das auch zu sagen.
Als seine 16-jährige Freundin Destiny ihm erzählt, von ihm schwanger zu sein, ist Rico zuerst hocherfreut und erzählt jedem von dieser Neuigkeit. Destiny zieht bei ihnen ein. Als sie beide sich mehr und mehr bewusst machen, was es eigentlich bedeutet, ein Kind zu haben, beginnt Ricos ewiger Optimismus zu bröckeln. Er hat seinen eigenen Vater nie kennengelernt, und daher fehlt ihm ein Vorbild für diese neue Rolle. Rico erkennt, dass seine wilden, unbeschwerten Tage wohl ein Ende haben und nimmt einen Job als Reinigungskraft in einem Restaurant an, um zu zeigen, dass er bereit ist, Verantwortung zu übernehmen.

## Produktion

### Regie, Drehbuch und Filmtitel

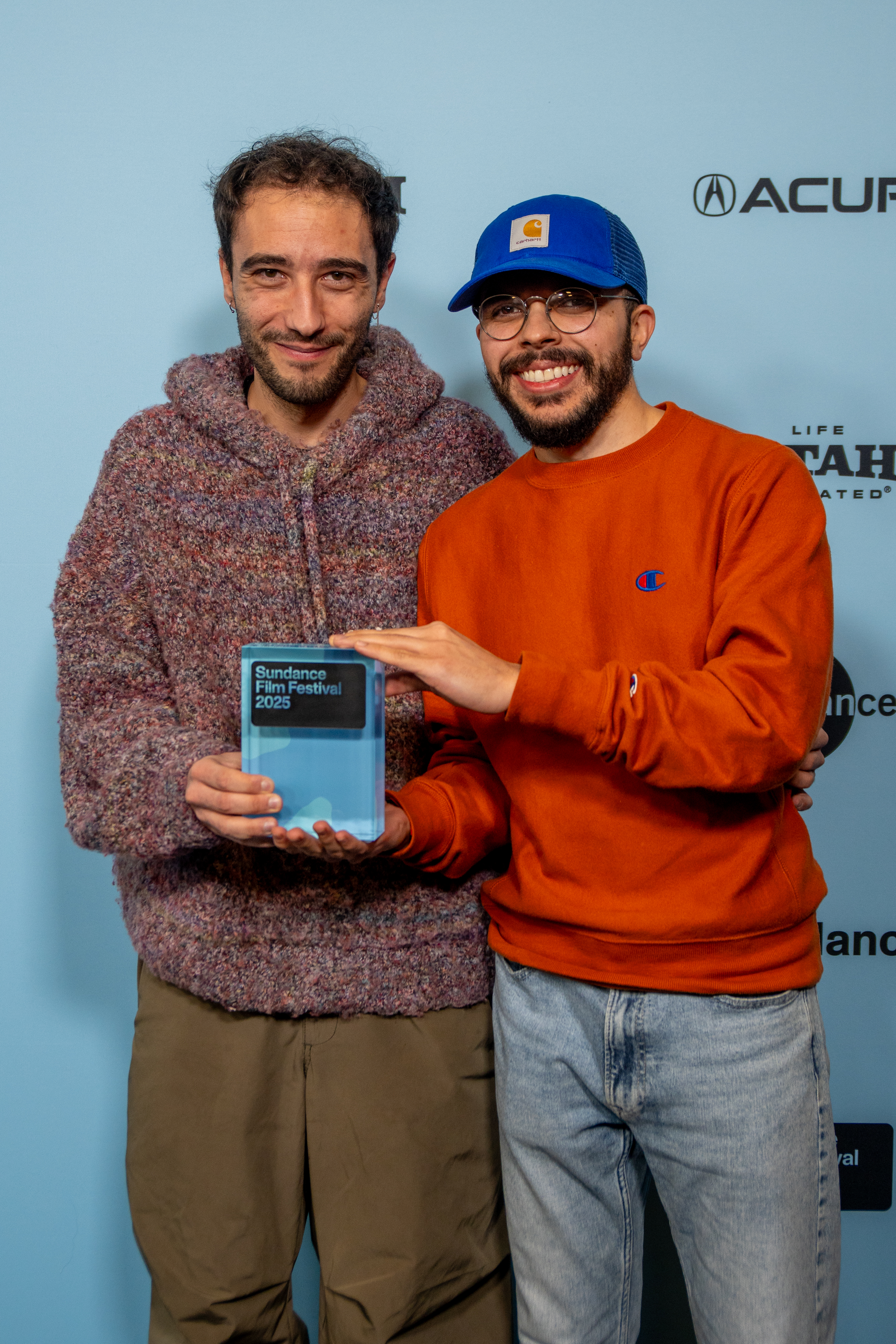
Produzent Paolo Maria Pedullà und Regisseur Joel Alfonso Vargas im Januar 2025 beim Sundance Film Festival

Regie führte Joel Alfonso Vargas, der auch das Drehbuch schrieb. Es handelt sich bei Mad Bills to Pay um das Spielfilmdebüt des dominikanisch-US-amerikanischen Filmemachers und setzt seinen Kurzfilm May It Go Beautifully for You, Rico fort, für den er beim Locarno Film Festival 2024 mit einem Regiepreis ausgezeichnet wurde. Vargas wuchs selbst in der Bronx auf und wurde von der dortigen Hip-Hop-Kultur geprägt. Nachdem er alleine Kurzfilme gedreht hatte, studierte er an der University of Southern California, an der University of Arts in London und an der National Film and Television School. Bei seinen Filmen arbeitet Vargas eng mit marginalisierten Communitys zusammen und erzählt nuancierte Geschichten rund um die Themen diasporische Identität und soziale Gerechtigkeit.
Der in Klammern verwendete spanische Alternativtitel „Destiny, dile que no soy malo“ kann auf Deutsch mit „Schicksal“ oder auch „Destiny, sage, dass ich nicht böse bin“ übersetzt werden.

### Besetzung, Dreharbeiten und Filmmusik
Vargas drehte den Film mit denselben Charakteren, derselben Besetzung und an denselben Orten wie bei seinem Kurzfilms May It Go Beautifully For You, Rico. Juan Collado spielt Rico, Yohanna Florentino seine Mutter Andrea Nathaly Navarro seine Schwester Sally und Destiny Checo seine Freundin Destiny.
Mit Kameramann Rufai Ajala arbeitete Vargas ebenfalls bereits für seinen zugrundeliegenden Kurzfilm zusammen.
Die Filmmusik komponierte Niklas Sandahl. Er griff bei der Aufnahme auf ein Orchester inklusive Harfe zurück. Weiter verwendet der Film Hip-Hop-, Rap- und ältere Latino-Songs. Auch das Liebeslied Bésame mucho wird kurz gespielt. Ebenso ist der dominikanische Reggaeton-Künstler Tokischa in dem Stück Sistema de Patio zu hören.

### Veröffentlichung
Die Weltpremiere des Films fand am 26. Januar 2025 beim Sundance Film Festival statt. Im Februar 2025 wurde er bei den Filmfestspielen in Berlin vorgestellt. Im April 2025 wurde Mad Bills in der Reihe New Directors / New Films, einem gemeinsamen Filmfestival des New Yorker Museum of Modern Art und der Film Society of Lincoln Center, gezeigt. Mitte, Ende April 2025 wurde der Film auch beim San Francisco International Film Festival gezeigt. Im Juli 2025 sind Vorstellungen beim Internationalen Filmfestival Karlovy Vary geplant und im August beim Sidewalk Film Festival.

## Rezeption

### Kritiken
Von den bei Rotten Tomatoes aufgeführten Kritiken sind 80 Prozent positv.
Jonathan Holland schreibt in seiner Kritik für screendaily.com, auch wenn die Geschichte des jungen New Yorkers, der seine Rolle für sich finden muss, ihre Schwächen habe, könne dies verziehen werden, da der chaotische, überaus coole und allgegenwärtige Rico die Hauptfigur ist. Die stärksten Szenen des Films seien gleichzeitig die ruhigsten, ob man nun dem nachdenklichen Rico durch die Straßen folge oder seine zärtlichen, liebevollen Gespräche mit Destiny belausche. Im Herzen dieses jungen Mannes spiele sich eine Tragödie ab, die ihn zu einer komplexeren und tiefgründigeren Figur mache, als es zunächst den Anschein erwecke. Die Atmosphäre verschiedener Schauplätze in der Bronx werde wunderschön wiedergegeben, sei es in den schattigen, sanft beleuchteten Innenräumen des Familienhauses, im hellen Sonnenschein von Orchard Beach und den Bars an der Strandpromenade oder in der dunklen Leere der nächtlichen Seitenstraßen. So sei Mad Bills to Pay auch eine visuelle Hommage an diesen New Yorker Stadtteil.
Carlos Aguilar schreibt in seiner Kritik für Variety, Joel Alfonso Vargas lege bei seinem Spielfilmdebüt ein geschicktes formales Händchen an den Tag und entlocke seiner Besetzung einen beeindruckenden Realismus. Die Charaktere in Mad Bills to Pay verhielten sich mit der unverhohlenen Impulsivität, die Menschen nur zeigen können, wenn keine Kameras in der Nähe sind, und obwohl die kämpferischen, sanftmütigen oder auch romantischen Szenen alle nach einem Drehbuch geschrieben sind, würden sie eher den Eindruck eines Dokumentarfilms erwecken. Collados anfängliche Lässigkeit in der Rolle von Rico weiche einer übertriebenen Tapferkeit, die typisch für junge Männer sei. Auch die von Kameramann Rufai Ajala eingenommene intime Perspektive halte das natürliche und ungekünstelt Schauspiel aufrecht. Mit statischen Weitwinkelaufnahmen, oft aus einer Ecke heraus, scheine es fast so, als würde die Kamera versuchen, nicht wahrgenommen zu werden, so Aguilar. Bei Außenaufnahmen hingegen richte Ajala die Kamera vor allem auf den Kopfbereich der Schauspieler, wodurch diese vom Himmel gerahmt werden. Vargas' Figuren seien von unbeugsamer und angenehmer Menschlichkeit durchdrungen, und man könnte sie als „problematisch“ bezeichnen. So reihe sich Mad Bills to Pay in Filme wie Raising Victor Vargas oder Manito ein, die New York aus der Perspektive junger Latinos aus Randbezirken zeigen, die versuchen, aus dem Teufelskreis von Armut und Gefängnis auszubrechen. Der entscheidende Unterschied bestehe jedoch darin, dass diese früheren Filme, so überzeugend sie auch sein mögen, von Außenstehenden stammen, die eine Gemeinschaft betrachteten, zu der sie nicht gehörten. Vargas besuche eine solche nicht mit dem neugierigen Blick, um eine Geschichte zu erzählen, sondern erschaffe stellvertretende Selbstporträts durch die Figuren, die keine Fremden sind, sondern genauso gut in der Wohnung nebenan leben könnten. Diese Art des inhärenten Verständnisses einer Gemeinschaft könnte man eben nicht erforschen, sondern nur aus erster Hand erleben.

### Auszeichnungen
Internationale Filmfestspiele Berlin 2025
- Nominierung als Bestes Spielfilmdebüt in der Sektion Perspectives (Joel Alfonso Vargas)

San Francisco International Film Festival 2025
- Nominierung  Cine Latino Competition[10]

Sundance Film Festival 2025
- Nominierung für den NEXT Innovator Award (Joel Alfonso Vargas)
- Auszeichnung mit dem NEXT Special Jury Award for Ensemble Cast[11]